# Microtus multiplex
Microtus multiplex es una especie de roedor de la familia Cricetidae.

## Distribución geográfica
Se encuentra en Austria, Francia, Italia, Montenegro, Suiza y Serbia. 